# استر (آلاسکا)
استر (به انگلیسی: Ester) شهری در بخش فیربنکس نورث استار ایالت آلاسکا است که جمعیت آن در سرشماری سال ۲۰۰۰ میلادی ۱۶۸۰ نفر بوده‌است.